# Humbercourt
 Humbercourt  es una población y comuna francesa, en la región de Picardía, departamento de Somme, en el distrito de Amiens y cantón de Doullens.

## Historia
En 1189, encontramos a Robert Fretel de Vismes que era el señor de Humbercourt, Jeanne Fretel de Vismes hace pasar este señorío al de Brimeu.
Antiguamente era zona fronteriza entre los Países Bajos Españoles y el Reino de Francia (el valle de Grouche es la puerta de entrada al Pays d'Artois). 
La historia de Humbercourt está muy relacionada con la de la familia De Brimeu, cuyo escudo de armas se encuentra en el pórtico de la iglesia junto al Toisón de Oro, distinción nobiliaria que recibió Guy De Brimeu, señor de Humbercourt y Querrieu, por sus servicios a Carlos el Calvo.

## Demografía
| 352 | 370 | 327 | 303 | 295 | 279 | 253 |
| Para los censos de 1962 a 1999 la población legal corresponde a la población sin duplicidades (Fuente: INSEE [Consultar]) |     |     |     |     |     |     |